# Nederlandsch Jongelings Verbond
Het Nederlandsch Jongelings Verbond (NJV) was een vereniging van jongens en jonge mannen, die op zondag 23 oktober 1853 te Amsterdam werd opgericht en die na verscheidene naamsveranderingen en een fusie met een meisjesvereniging thans YMCA Nederland heet.
Het NJV wordt beschouwd als een van de eerste vertegenwoordigers van de jeugdbeweging in Nederland. Het was een exponent van het Reveil. Het richtte zich tegen het liberalisme, maar vooral ook tegen het socialisme en de revolutionaire geest van het jaar 1848.

## Ontstaansgeschiedenis
Het NJV is geïnspireerd door buitenlandse voorbeelden, vooral door de Young Men's Christian Association van George Williams in Londen. Op 1 oktober 1851 werd naar Engels voorbeeld in Amsterdam een vereniging van jonge kooplieden opgericht. Een jaar later volgde de Christelijke Jongelingsvereeniging onder de Handwerkstand. Het NJV ontwikkelde zich uit het samengaan van deze verenigingen.
Leidende figuren bij de oprichting waren W. van Oosterwijk Bruijn en Hedemar Grelinger, kooplieden, Jean Baptiste van de Puttelaar en Wildeboer, typografen, en F.C. Wijle, onderwijzer.
De aanhang werd hoofdzakelijk uit de kleine burgerij gerekruteerd. Evangelisatie stond in de eerste jaren voorop. Een jeugdverbond was in die tijd in orthodox-christelijke kringen “allerminst een bagatel”:
“Zijn de jongens opgegroeid in een echt ouderwets-christelijk gezin, met al zijn deugden, maar ook zijn grote beperktheid van blik, dan is elk spoortje verenigingsleven, van zelf-samen-een-avond-maken, een aantrekkelijk iets, dat voor hen veel meer betekent dan een ander zich kan voorstellen, die uit een milieu komt, waar méér vatbaarheid is voor 'cultuur' op verschillend gebied en minder angstvalligheid in het nódige, maar vaak star toegepaste waken voor 'gelijkvormigheid' met de wereld. Wie de strenge, soms weleens ijzig-harde tucht kent van de door mij bedoelde christelijke gezinnen, kan zich voorstellen hoe de jonge mensen zich voelen wanneer zij eens een avond grotendeels als gelijken onder elkaar zijn en samen hun avond maken.”

## Organisatie
Aanvankelijk was het NJV een zaak van jongeren onder elkaar. Later ontwikkelde het zich tot een instituut met een oudere leiding. De leden waren tussen de 18 en 35 jaar. Alleen jongens konden lid worden. Pas in 1923 ontstond ook een organisatie voor meisjes.
Er waren twee soorten leden: de “werkende leden”, een kleine groep bekeerden, die de rest, de “contribuerende of sympathiserende leden” moest bewerken.
Van de werkende leden werd het ondertekenen van een verklaring gevraagd:
“Wij erkennen, dat wij als verloren zondaars, vervreemd van de heerlijkheid Gods, het heil onzer zielen aan niets anders danken, dan aan het werk van de Zoon van God door het geloof in Zijn bloed. Wij begeren, de ongerechtigheid en de wereldse hartstochten verzakend, in deze tegenwoordige tijd, matig, rechtvaardig en godzalig te leven, verwachtende de welzalige hoop, en de verschijning der heerlijkheid van onze grote God en Verlosser, Jezus Christus.”

## Scheuringen
Op 25 oktober 1888 ontstond een scheuring in het NJV. In het kielzog van de doleantie werd toen de Nederlandsche Bond voor Jongelieden Vereenigingen op Gereformeerde grondslag gevormd. Een groot gedeelte van de activiteiten van deze bond bestond aanvankelijk uit de bestrijding van het NJV. In 1959 ontstond uit deze bond de Bond van Gereformeerde Jeugdverenigingen. Deze werd in 1969 voortgezet als het Landelijk Centrum voor Gereformeerd Jeugdwerk.
Zie: Gereformeerde Jeugd
Op 9 november 1910 ontstond de Hervormde Bond van Jongelingsverenigingen op Gereformeerde Grondslag. In 1964 fuseerde deze met meisjesbonden tot de Hervormd-Gereformeerde Jeugdbond.
Zie: Hervormd Gereformeerde Jeugd Bond

## Opvolgers
In 1948 werd de naam van het NJV gewijzigd in Christelijk Jonge Mannen Verbond (CJMV). In 1958 volgde wederom een naamswijziging, na fusie met het Meisjesverbond CJVF. Toen ontstond het Christelijk Jongeren Verbond (CJV). In 1979 veranderde de naam in CJV-YMCA Nederland. Ten slotte werd in 1995 voor de naam YMCA Nederland gekozen.

## Voetnoten
1. ↑  Harmsen 1961, p. 16f
2. ↑  Harmsen 1961, p. 21
3. ↑  Eernstman, J.P.A. (1926), Jeugdbeweging in Nederland, p. 23; geciteerd bij Harmsen 1961, p. 21
4. ↑  Gedenkboek: 100 jaar CJMV (Amsterdam, 1953), p. 29; geciteerd bij Harmsen 1961, p. 21
5. ↑  Harmsen 1961, p. 22-23